# Chrysonotomyia lapierrei
Chrysonotomyia lapierrei is een vliesvleugelig insect uit de familie Eulophidae. De wetenschappelijke naam is voor het eerst geldig gepubliceerd in 2004 door Hansson.